# Laura Bell Bundy
Pour les articles homonymes, voir Bundy.
Laura Bell Bundy est une actrice et chanteuse américaine née le 10 avril 1981 à Lexington, dans le Kentucky (États-Unis).
Compagne de Thom Hinkle depuis 2013. Ils se sont mariés en 2017.

## Filmographie

### Cinéma
- 1993 : Les Aventures de Huckleberry Finn (The Adventures of Huck Finn) : Susan Wilks
- 1993 : Graine de star (Life with Mikey) : Courtney Aspinall
- 1995 : Jumanji : Sarah enfant
- 2006 : Surf School : Doris
- 2006 : Dreamgirls : Sweetheart
- 2008 : The Drum Beats Twice : Peggy
- 2012 : Watercolor Postcards (en)  : Sunny

### Télévision
- 1996 : Papa bricole (Home Improvement) : Sharon
- 1998 : Strangers with Candy: Retardation, a Celebration : Kimberly Timothy
- 1999 : Haine et Passion (The Guiding Light) : Marah Shayne Lewis #6
- 2003 : Razbitume ! (All Grown Up)
- 2005 : Veronica Mars : Julie Bloch
- 2006 : Dirtbags (TV) : Meg
- 2006 : Cold Case : Affaires classées (Cold Case) : Nora McCarthy
- 2006 : Modern Men : Tyffani
- 2008 : Happy Hour : Alicia
- 2010-2014 : How I Met Your Mother : Becky[1]
- 2012-2015 : Hart of Dixie : Shelby
- 2012-2014 : Anger Management : Jordan
- 2016 : Scream Queens : infirmière Thomas
- 2016 : La Fête à la maison : 20 ans après : Ginger Gladstone
- 2017 - Good Behavior : Carin (V.F. : Anne Tilloy)
- 2019 - American Gods (saison 2) : Columbia

## Broadway
Laura a participé à plusieurs comédies musicales :
- 1992 : Ruthless![2]
- 1998 : La Mélodie du bonheur : Louisa von Trapp
- 1998 : Gypsy[3]
- 2002-2003 : Hairspray : Amber Von Tussle[4]
- 2003 : Wicked[5] : doublure pour le rôle de Glinda
- 2005 : Rock of Ages : Sherrie Christian dans le casting original de Los Angeles en 2005.
- 2007-2008 : Legally Blonde: The Musical : création du rôle principal d'Elle Woods[6]. C'est par ce rôle que Laura a connu la célébrité aux États-Unis. Sa dernière représentation fut le 20 juillet 2008.
- 2017 : The Honeymooners[7]
- 2018 : Sweet Charity[8]